# Леруа, Жиль
Жиль Леруа (фр. Gilles Leroy, род. 28 декабря 1958, Баньё) — французский писатель и драматург, лауреат Гонкуровской премии (2007) за роман «Песня Алабамы».

## Биография
Жиль Леруа родился 28 декабря 1958 года в Баньё (О-де-Сен), Франция. В 1975 году получил степень бакалавра, а в 1979 году — степень магистра современной литературы. 
В нескольких своих книгах («Русский любовник», «Мастера мира», «Общественные сады» и др.) он представил большую часть своей биографии и, по мнению критиков, исследовал проблемы в собственном прошлом, чтобы лучше понять свой жизненный путь.  
5 ноября 2007 года за роман «Песня Алабамы» Жиль Леруа был удостоен Гонкуровской премии.

## Произведения
- 1987 — «Хабиби»
- 1990 — «Мама мертва»
- 1992 — «Мадам X»
- 1994 — «Общественные сады»
- 1998 — «Игровые автоматы»
- 2000 — «Черное солнце»
- 2002 — «Русский любовник»
- 2004 — «Взросление»
- 2007 — «Песня Алабамы»
- 2010 — «Золя Джексон»
- 2012 — «Спать с теми, кого мы любим»
- 2013 — «Нина Симоне»
- 2014 — «Мир по роману Билли Боя»
- 2017 — «В вестернах»
- 2019 — «Дьявол забирает мятежного сына»